# Kurt Herberts
Kurt Herberts, född 17 februari 1901 i Barmen, död 20 november 1989, var en tysk kemist, företagsledare och författare. Hans bolag Herberts som bildades 1927 var en ledande tillverkare av lacker och färger för bland annat fordonsindustrin. Kurt Herberts sålde bolaget till Hoechst AG.
Under andra världskriget gav han konstnärer som Willi Baumeister, Oskar Schlemmer, Franz Krause, Alfred Lörcher och Georg Muche uppdrag. Konstnärerna verkade vid Institut für Malstoffe i Wuppertal som drevs av Herberts. Verkstaden gav dem möjlighet att måla utan rädsla för förföljelse. 
Herberts publicerade även ett flertal skrifter om måleriets teknik och historia.